# Letov Š-3
O Letov Š-3 foi um caça monomotor com asa parasol e um único assento, projetado e construído na Checoslováquia no início da década de 1920. Uma aeronave foi concluída e realizou alguns voos, mas deu lugar à um caça biplano.

## Projeto e desenvolvimento
O Letov Š-3, originalmente conhecido por Letov Š.B1, foi o primeiro caça original desenhado pela Letov, o ínicio de uma linha projetada por Alois Šmolik. Possuía uma asa parasol de madeira, com uma fuselagem e empenagem de estrutura metálica, motorizado com um motor em linha de seis cilindros, BMW IIIa, desempenhando 200 hp de potência.
A asa era muito pouco afunilada, sendo quase retangular e com um corte no bordo de fuga sobre a cabine de pilotagem para melhorar o campo de visão do piloto. Ailerons curtos foram instalados na parte externa da asa. Em cada lado, dois pares de montantes paralelos suportavam a asa na fuselagem; ambos os pares eram montados na parte inferior da fuselagem, com um deles encontrando-se com a asa a cerca de 60% da envergadura e o outro a 30%. Cada suporte externo possuía um suporte tipo jury, em ângulos que o faziam encontrar com o suporte interno na asa.
O motor em linha do Š-3 era completamente fechado em uma apota, com seu topo logo abaixo da linha de visada do piloto. O motor então girava uma hélice de duas pás com um spinner. O BMW era refrigerado com radiadores cilíndricos da Lamblin, colocado entre as pernas do trem de pouso, apesar de um diagrama demonstrá-lo com radiadores compridos ao longo da fuselagem. A seção cruzada oval da fuselagem afunilava-se atrás da cabine, chegando à empenagem e dividia os profundores com um corte para o movimento do leme; este era montado em uma cauda em forma circular e que tinha sua parte inferior cortada para o movimento dos profundores. O Š-3 tinha um trem de pouso convencional fixo, de único eixo, com as rodas principais suportadas por estruturas em "V".
O primeiro protótipo foi destruído no final de 1921 devido a um incêndio na fábrica, antes de seu primeiro voo, mas o segundo realizou o voo no começo do ano seguinte. Participou de um encontro internacional em 1922 em Zurique com um sucesso modesto, mas a Letov decidiu concentrar seus esforços no biplano Letov Š-4, com o desenvolvimento do Š-3 sendo encerrado.